# Нижнекривской
Нижнекривско́й — хутор в Шолоховском районе Ростовской области России.
Входит в состав Калининского сельского поселения.

## География
Расстояние до районного центра с учётом доступа транспортом — 33 км.
На хуторе имеется одна улица — Родниковая.

## Население
| 2010 |
| ---- |
| 345  |

## Инфраструктура
Личное подсобное хозяйство с зоной сельскохозяйственного использования, индивидуальная застройка усадебного типа.
Основа экономики — сельское хозяйство.
ФАП Нижнекривской. МБОУ Нижне-Кривская школа.

## Транспорт
Автобусное сообщение с райцентром. Остановка общественного транспорта «Нижнекривской».